# Börje Jansson
Erik Börje Jansson (Örebro, 10 oktober 1942) is een voormalig Zweeds motorcoureur.

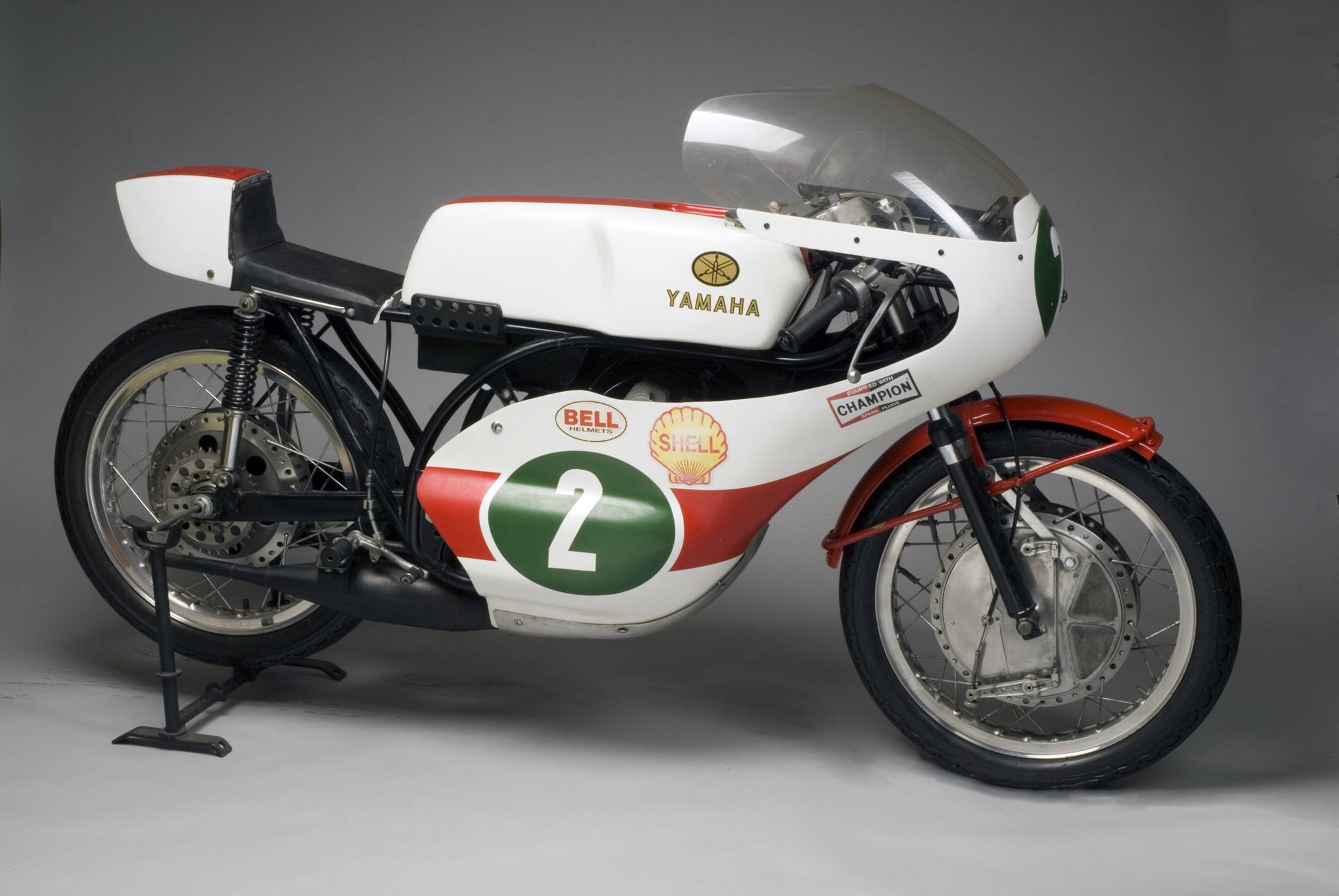
Yamaha TD 2 uit 1969

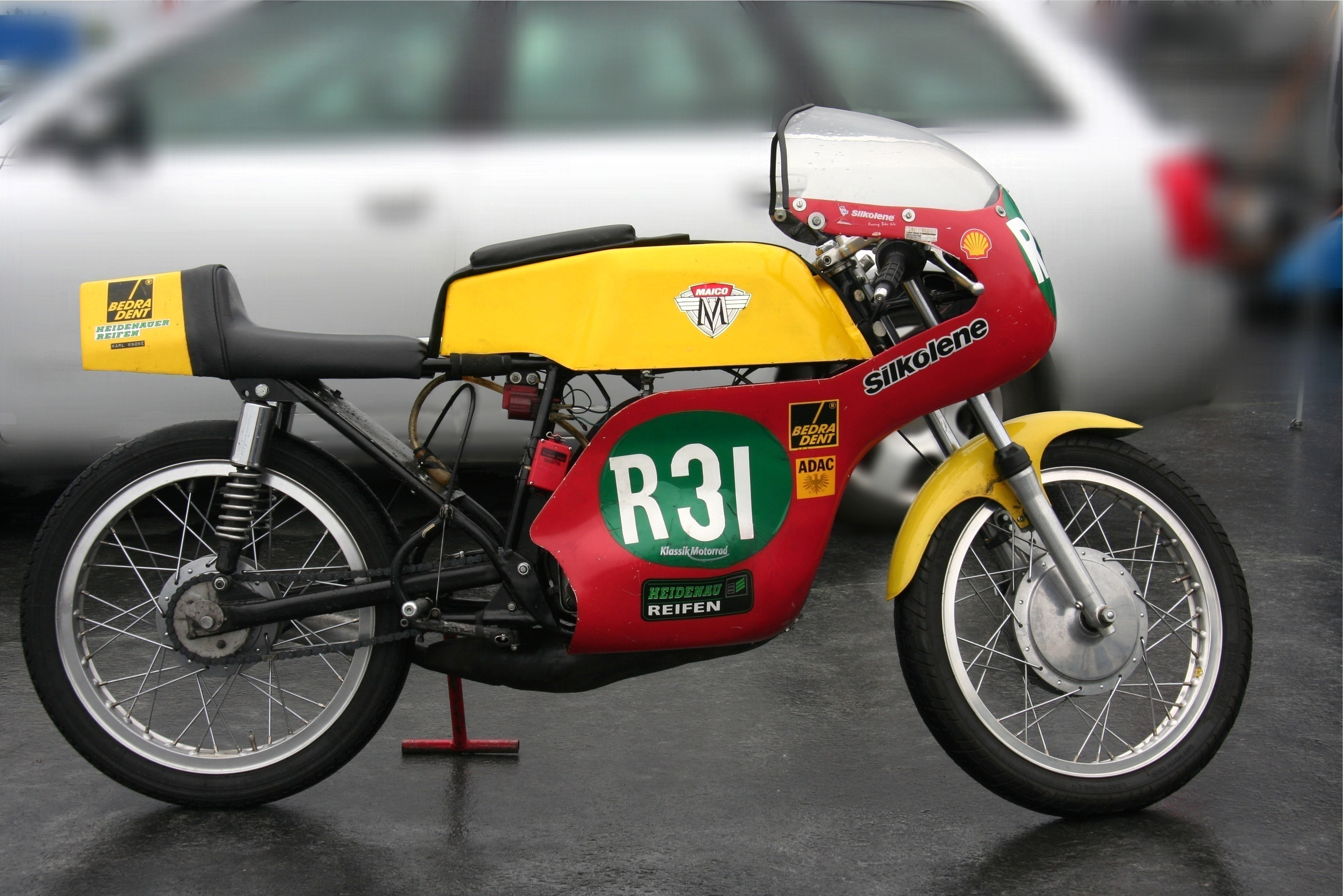
Maico 125 RS uit 1970

## Carrière
Börje Jansson begon in 1962 deel te nemen aan wegraces in Zweden. In 1969 reed hij voor het eerst in het wereldkampioenschap wegrace. Hij reed met een 250 cc Kawasaki en een 125 cc Maico. Na de GP van Finland stapte hij in de 250 cc klasse over op een Yamaha TD 2. Al in zijn eerste Grand Prix, die van Spanje, werd hij in de 250 cc klasse derde met de Kawasaki. Hij werd later in Finland nog een keer derde en eindigde in het 250 cc wereldkampioenschap op de vijfde plaats.
In 1970 bleef hij met de 250 cc Yamaha en de 125 cc Maico rijden, hoewel de Maico toen al als een weinig kansrijke machine werd beschouwd. Het was een tamelijk simpele luchtgekoelde eencilinder, waarbij soms met waterkoeling geëxperimenteerd werd, terwijl Yamaha al watergekoelde tweecilinders inzette. Desondanks werd het een uitstekend seizoen, met vooral in de 125 cc klasse veel podiumplaatsen. Börje Jansson sloot het seizoen af als derde in het 125 cc kampioenschap en vijfde in het 250 cc kampioenschap.
In 1971 reed hij in de 250 cc klasse met een "Yamasaki", een hybride-motorfiets met een Yamaha-motor in een Kawasaki-frame, die meestal toch te boek stond als een Yamaha. In de 125 cc klasse bleef hij met de fabrieks-Maico rijden. De Yamasaki werd geen succes, maar de Maico wel. Börje Jansson trainde er als snelste mee in de Lightweight 125 cc TT op het eiland Man, maar er was een herenakkoord gesloten tussen Gilberto Parlotti, Ángel Nieto en Dave Simmonds om daar niet te rijden. Jansson moest in de race genoegen nemen met de tweede plaats omdat Chas Mortimer beter uit de voeten kon met de regen en de mist op de 60 kilometer lange Snaefell Mountain Course. Börje Jansson scoorde nog vier podiumplaatsen en werd opnieuw derde in het wereldkampioenschap.
In 1972 won Börje Jansson zijn eerste Grand Prix in Oostenrijk, waar hij voor de gelegenheid een 250 cc Derbi reed. Hij maakte het 250 cc seizoen af met de Yamaha, wat hem geen podiums meer opleverde, maar hij werd toch achtste in het kampioenschap. In de 125 cc klasse haalde Jansson in Duitsland de derde plaats, maar in de Grand Prix van Frankrijk kreeg hij een vastloper toen hij aan de leiding lag. Hij liet zijn motor afkoelen en wist toch opnieuw derde te worden. Jarno Saarinen, Ángel Nieto, Renzo Pasolini, Kent Andersson, Dieter Braun en Börje Jansson gingen niet naar het eiland Man, maar Gilberto Parlotti, die in 1971 had meegedaan aan de boycot, stond nu aan de leiding van het 125 cc-kampioenschap en ging wél. Het kostte hem zijn leven toen hij bij de Verandah verongelukte. Tijdens de TT van Assen kreeg Börje Jansson van Morbidelli het aanbod om Parlotti te vervangen, maar hij was gebonden aan zijn contract met Maico. Jansson werd in Assen overigens tweede achter Nieto. In België werd hij vierde, maar daarna won hij twee GP's: De Grand Prix van de DDR en de Grand Prix van Tsjechoslowakije. Hij stond nu op de tweede plaats in het kampioenschap achter Chas Mortimer. In Finland viel hij uit door een lekke benzinetank en hij werd uiteindelijk vierde in het wereldkampioenschap 125 cc. In dit jaar verkeerde het team van Jamathi in moeilijkheden. Behalve financiële problemen was ook hun beste rijder Paul Lodewijkx nog niet hersteld van een zwaar motorongeluk en Jamathi huurde een aantal coureurs in om met de 50 cc machine te rijden. In de eerste 50 cc Grand Prix in Duitsland was dat Börje Jansson, die tijdens zijn enige optreden met de Jamathi derde werd.
In 1973 kreeg Börje Jansson een aanbod om voor Husqvarna in de 500 cc klasse te gaan rijden, maar hij koos ervoor zijn contract met Maico te verlengen, terwijl hij in de 250 cc klasse weer met een Yamaha aantrad. In Frankrijk kreeg hij de machine van Oronzo Memola, maar omdat hij zich niet gekwalificeerd had moest hij vanaf de 37e plaats starten om toch nog twaalfde te worden. Hij haalde nog een vijfde plaats in Duitsland en werd in de eindrangschikking achttiende. In de 125 cc klasse was Kent Andersson met zijn fabrieks-Yamaha niet te kloppen, ondanks een beenbreuk in Assen die hem een aantal weken uitschakelde. Jansson vergiste zich in Frankrijk, toen hij net als Otello Buscherini meer op de nieuwe Marlboro-toren dan op de vlag lette. Op die toren stond dat de race was afgelopen, en Buscherini en Jansson stopten achter de streep, denkende dat ze tweede en derde waren geworden. Börje Jansson werd echter meteen gewaarschuwd door zijn team, duwde de Maico weer aan en werd een ronde later alsnog tweede. In Oostenrijk was Andersson zo snel, dat alleen Börje Jansson in dezelfde ronde finishte, met 1½ minuut achterstand. In Duitsland wist Jansson zich na een slechte start op te werken naar de tweede positie, tot zijn uitlaat brak en hij terugzakte naar plaats zes. Toen gebeurde het vreselijke ongeluk tijdens de 250 cc race in Monza, waarbij Jarno Saarinen en Renzo Pasolini hun leven verloren. De klap kwam zo hard aan dat een aantal coureurs meteen naar huis vertrokken, zoals Hideo Kanaya en Teuvo Länsivuori, en Börje Jansson verklaarde meteen zijn racecarrière te beëindigen. Uiteindelijk maakte hij het seizoen nog af. In Zweden was Andersson nog herstellende van een beenbreuk maar hij wilde voor eigen publiek rijden en werd tweede achter Börje Jansson. Voor Andersson was dat voldoende om wereldkampioen te worden. Met nog twee derde plaatsen in Finland en Spanje eindigde Jansson als vierde in het wereldkampioenschap.

## Einde carrière
Zoals hij al in mei besloten had beëindigde Börje Jansson aan het einde van het seizoen 1973 zijn carrière. Hij wilde aanvankelijk nog tot zijn 30e doorgaan, maar had geen plezier meer in het racen na de dodelijke ongevallen in 1973. Hij werd dealer voor het merk Maico in Zweden en steunde de Zweedse coureur Leif Gustafsson.

## Wereldkampioenschap wegrace resultaten
(Races in vet zijn pole-positions; races in cursief geven de snelste ronde aan)
| Jaar | Klasse | Merk              | 1     | 2      | 3      | 4     | 5     | 6     | 7     | 8     | 9     | 10    | 11     | 12     | 13    | Punten | Plaats | Overwinningen |
| ---- | ------ | ----------------- | ----- | ------ | ------ | ----- | ----- | ----- | ----- | ----- | ----- | ----- | ------ | ------ | ----- | ------ | ------ | ------------- |
| 1969 | 125 cc | Maico             | SPA - | DUI 9  | FRA -  | IOM - | NED - | BEL - | DDR 9 | TSJ - | FIN - |       | NAT -  | JOE -  |       | 4      | 40e    | 0             |
| 1969 | 250 cc | Kawasaki / Yamaha | SPA 3 | DUI -  | FRA 10 | IOM - | NED 8 | BEL - | DDR 6 | TSJ - | FIN 3 | ULS - | NAT 4  | JOE 4  |       | 45     | 5e     | 0             |
| 1970 | 125 cc | Maico             | DUI - | FRA 2  | JOE 4  | IOM 2 | NED 6 | BEL 3 | DDR 3 | TSJ 5 | FIN - |       | NAT -  | SPA 3  |       | 62     | 3e     | 0             |
| 1970 | 250 cc | Yamaha            | DUI - | FRA -  | JOE 5  | IOM 8 | NED 7 | BEL 3 | DDR 9 | TSJ - | FIN 4 | ULS - | NAT -  | SPA 10 |       | 34     | 5e     | 0             |
| 1971 | 125 cc | Maico             | OOS - | DUI -  | IOM 2  | NED 3 | BEL - | DDR 3 | TSJ 2 | ZWE 2 | FIN - |       | NAT 4  | SPA -  |       | 64     | 3e     | 0             |
| 1971 | 250 cc | Yamasaki          | OOS - | DUI -  | IOM 9  | NED - | BEL - | DDR - | TSJ - | ZWE 8 | FIN 8 | ULS - | NAT 10 | SPA -  |       | 9      | 21e    | 0             |
| 1972 | 50 cc  | Jamathi           | DUI 3 |        |        | NAT - |       | JOE - | NED - | BEL - | DDR - |       | ZWE -  |        | SPA - | 10     | 12e    | 0             |
| 1972 | 125 cc | Maico             | DUI 3 | FRA 3  | OOS 4  | NAT 4 | IOM - | JOE - | NED 2 | BEL 4 | DDR 1 | TSJ 1 | ZWE 4  | FIN -  | SPA 5 | 78     | 4e     | 2             |
| 1972 | 250 cc | Derbi / Yamaha    | DUI - | FRA 10 | OOS 1  | NAT - | IOM - | JOE - | NED - | BEL 6 | DDR - | TSJ 6 | ZWE 10 | FIN 5  | SPA 8 | 36     | 8e     | 1             |
| 1973 | 125 cc | Maico             | FRA 2 | OOS 2  | DUI 6  | NAT - | IOM - | JOE 1 | NED - | BEL - | TSJ - | ZWE 1 | FIN 3  | SPA 3  |       | 64     | 4e     | 1             |
| 1973 | 250 cc | Yamaha            | FRA 5 | OOS 8  | DUI 5  |       | IOM - | JOE - | NED - | BEL - | TSJ - | ZWE 8 | FIN -  | SPA -  |       | 12     | 18e    | 0             |